# Нікі Сімлінг
Ні́кі Сі́млінг (дан. Niki Zimling, нар. 19 квітня 1985, Торнбю) — данський футболіст, півзахисник збірної Данії та німецького клубу «Майнц 05». На умовах оренди грає за «Франкфурт».

## Клубна кар'єра
Вихованець юнацьких команд низки данських футбольних клубів.
У дорослому футболі дебютував 2003 року виступами за команду клубу «Брондбю», в якій провів два сезони, взявши участь у 17 матчах чемпіонату. 
Своєю грою за цю команду привернув увагу представників тренерського штабу клубу «Есб'єрг», до складу якого приєднався 2005 року. Відіграв за команду з Есб'єрга наступні чотири сезони своєї ігрової кар'єри. Більшість часу, проведеного у складі «Есб'єрга», був основним гравцем команди.
2009 року уклав контракт з італійським клубом «Удінезе», у складі якого провів наступні один рік своєї кар'єри гравця. Пробитися до основного складу команди з Удіне не зміг і за рік, влітку 2010, приєднався на умовах однорічної оренди до команди нідерландського клубу «Неймеген». Граючи у складі «Неймегена» здебільшого виходив на поле у стартовому складі.
2011 року приєднався до складу бельгійського «Брюгге», в якому провів два сезони. У 2013 році уклав чотирирічний контракт з німецьким «Майнц 05».  
1 вересня 2014 року перейшов на умовах оренди з правом викупу до амстердамського «Аякса».

## Виступи за збірні
2002 року дебютував у складі юнацької збірної Данії, взяв участь у 40 іграх на юнацькому рівні, відзначившись 5 забитими голами.
Протягом 2005–2008 років залучався до складу молодіжної збірної Данії. На молодіжному рівні зіграв у 8 офіційних матчах.
2008 року дебютував в офіційних матчах у складі національної збірної Данії. Наразі провів у формі головної команди країни 27 матчів.